# Garfield (computerspel)
Garfield is een computerspel gebaseerd op de gelijknamige stripserie. Het spel werd uitgebracht voor de PC, en in Europa ook voor de PlayStation 2. Beide versies werden ontworpen door Renderware, Hip Interactive, en The Code Monkeys.
Naast de Engelstalige versie bestaan er ook een Franstalige en Nederlandstalige versie van het spel.

## Verhaal
Jon gaat weg en laat Garfield en Odie alleen thuis. Garfield valt zoals gewoonlijk in slaap, en terwijl hij slaapt maakt Odie een grote puinhoop van het huis.
Wanneer Garfield wakker wordt, moet hij met een stofzuiger het huis opruimen voordat Jon thuiskomt. Hiervoor heeft hij nog maar een paar uur de tijd.
De omgevingen in het spel zijn volledig interactief. Dit was tevens het eerste Garfieldspel in 3D.

## Gebieden
- De lower floor (beneden verdieping): hier begint een nieuw spel. Garfield kan hier een paar foto’s van zichzelf en zijn vrienden vinden. Hij kan ook lasagne maken, maar hij moet dan wel oppassen dat hij niet de verkeerde ingrediënten gebruikt.

- De upper floor (bovenverdieping): hier kan Garfield meer foto’s vinden en minigames ontsluiten. Zo wordt bijvoorbeeld een puzzelspel genaamd “Jon’s jigsaw” geactiveerd door alle puzzelstukjes op te zuigen.

- De garden (tuin): hier kan Garfield twee uitdagingen aangaan die worden aangeboden door Arlene en Nermal. Ook moet hij nog wat schoonmaken.

## Opslagdozen
Garfield kan bij het opruimen maar maximaal drie voorwerpen tegelijk bij zich dragen, maar overal in het spel zijn opslagdozen te vinden. Deze kunnen tot vijftig voorwerpen opslaan. Tevens kunnen deze dozen worden gebruikt om het spel op te slaan op acht lege files.

## Ontvangst
Het spel kreeg middelmatige tot slechte kritieken. Het tijdschrift PS2 UK gaf het spel een 2/10, en JeuxVideo PC gaf het een 4/20. Hoofdredenen van kritiek waren de onaantrekkelijke graphics, en de matige rol die Odie in het spel had.

## Cast
Engelstalige versie:
- Jon Barnard: Garfield en Jon
- Pam Koldyke: Arlene
- Sarah Kristine: Nermal

Franstalige versie:
- Serge Thirlet: Garfield
- Patrick Borg: Jon
- Virgine Ledieu: Arlene en Nermal